# ローム (土壌)

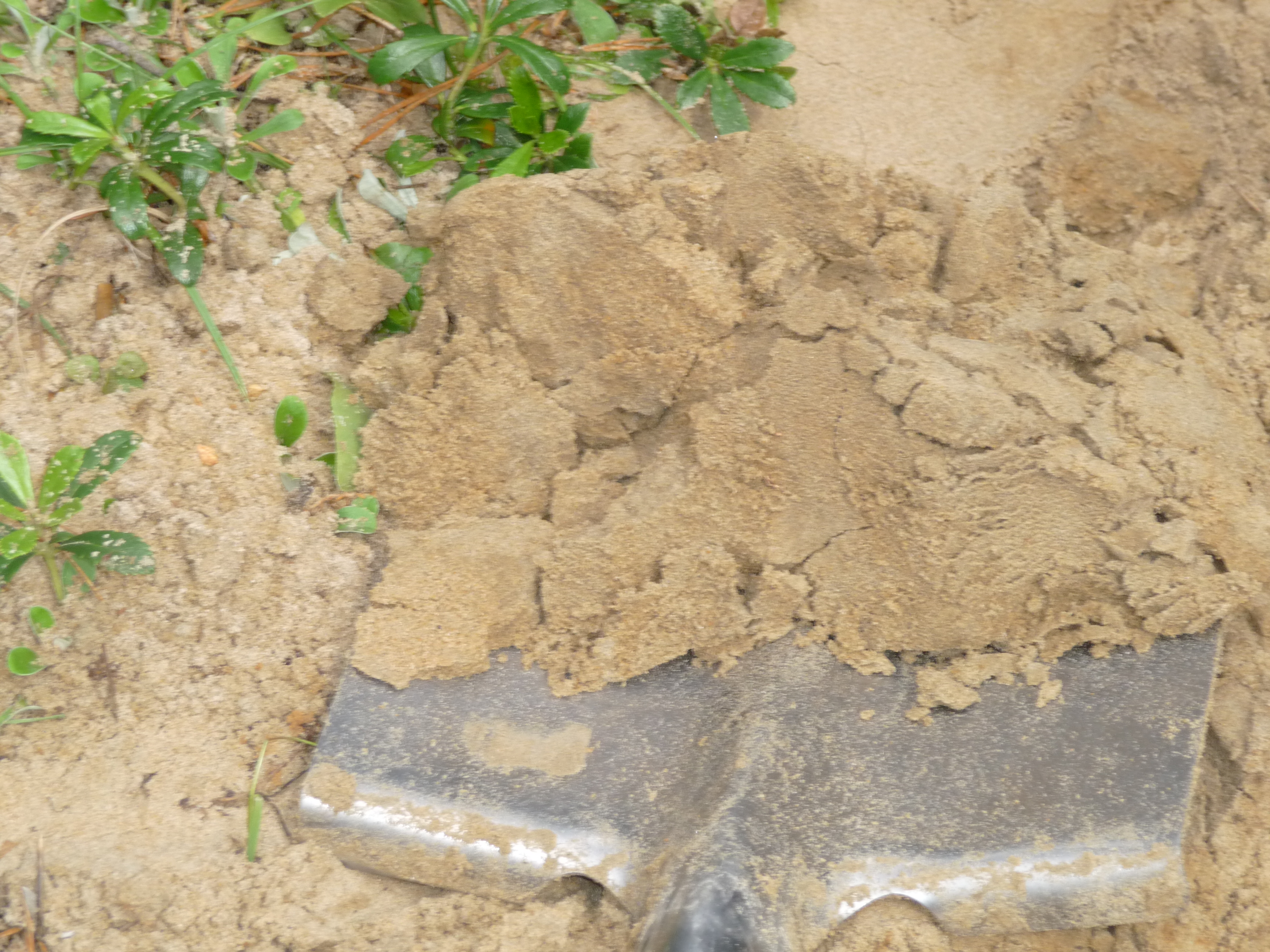
ローム土の例。

ローム（英: loam、独: Lehm）とは土壌区分の一つ。loamの語源は古代英語lambに発し「土」「土壌」という意味。

## 概要

アメリカ農務省による土壌分類。粘土（clay）、シルト（silt）、砂（sand）の構成比率により分類されていることが分かる。

粘性質の高い土壌であり、粘土、シルトおよび砂の含有割合がそれぞれ25パーセントから40パーセント程度のものを指す。ロームで構成された地層をローム層という。日本では火山起源の関東ロームが著名だが、ロームの定義は、土壌中の粒径組成比率のみであり、火山起源物質であるかどうかは関係ない。
日本では明治時代末期から大正時代初期の研究段階に、関東地方でみられる、褐色に風化した、緻密で削り取りやすい地層（赤土）の崖に対して便宜上ローム（土）と名付けられ、これが「関東ローム」として定着している。ただこの「関東土（ローム）」は昭和期の研究により、火山起源のものであり、また粒子配合も火山灰の風化物としては細粒化が進んだものであり、土性区分上はロームではなくクレイロームまたはクレイに入るものが多いことが判明しており、この点で関東各地の赤土をロームとするのは正しくないとされており、日本の関東地方に典型的に見られる褐色土に与えられた固有の名称が「関東土（ローム）」と言うことになる。
また「関東ローム」が耕作地として長い間不適であったことは固有の地質（関東ローム層やそれを被覆する黒ボク土に大量に活性AlとFeが含まれるためリンが土中に固定されてしまい、植物が取り込めない）に原因があるのであって、世界的には一般に（粒径配合比率の分類上としての）「ローム」は農業や園芸に適した粒子配合だと考えられている。おなじく農耕不適地としてシラス（シラス台地）と混同されがちであるが、学術的な概念も組成分類もまったく異なるものである。

## 関東ローム
関東ロームは、関東地方西縁の富士山・箱根山・愛鷹山などの諸火山、北縁の浅間山・榛名山・赤城山・男体山などの諸火山から関東平野に降下した更新世中期以降の火山砕屑物やその風成二次堆積物の総称である。1881年にダーフィト・ブラウンスが成因不明のまま命名した。
風成二次堆積物とは火山周辺に堆積した火山砕屑物（火山灰など）が、風雨などによって再度運ばれて周辺に堆積したもので、関東ロームの場合は風で舞い上がって降下したものである（風塵）。端的に述べると露出した土壌から飛散したホコリである。したがって、火山が噴火していないときにも降下物が供給される限りロームは堆積し続けており、関東ロームは毎年0.1ミリメートルから0.2ミリメートル、100年で1センチメートルから2センチメートル、1万年で1メートル近く、現在でも積もり続けている。火山灰起源の場合、粒径が3ミリメートル以下であれば風化作用を受けやすく、関東ロームではほとんどが粘土化している。関東ロームはその色から赤土とも呼ばれるがこれは含有する鉄分が風化により酸化したものである。また水中に堆積すると灰色を呈し、そこが古くは水面があった目安となることがある。
関東ロームの研究は、関東ローム団研グループ（関東ローム研究グループとも）が、1953年以来研究を行い、初めて地質学的な解明を行い日本の第四紀研究の先駆けとなった。その研究結果は1965年の『関東ローム』にまとめられている。ローム層は出来た時代によってさらにいくつかの層に区分することができ、例えば南関東では古いほうから、多摩ローム、下末吉ローム、武蔵野ローム、立川ロームの4層に区分される。
火山の大噴火がない時のローム層は毎年少しずつ堆積するが、火山の大噴火があった場合はローム層の間に軽石層やスコリア層などとして一気に厚く堆積する。有史以降の大きな層としては、1707年の富士山の宝永大噴火の時に形成された宝永スコリア層がある。また、ローム層の中に挟まれた軽石層やスコリア層の観察によって、有史以前の火山の噴火を知ることができる。

### 黒ボク土との違い
火山灰や風成二次堆積物が堆積した場所が湿潤環境だと、その上に植物が生い茂り、腐植土層がたまって黒色となり、これは黒ボク土と呼ばれる。最終氷期以降は気候が湿潤であるため、火山灰がロームにならずに黒ボク土になっている。特に台地ではロームが積もっても川に流されることが無かったため、関東地方の台地の地層は、何メートルも積もったローム層の最上段に黒ボクが堆積しているものが典型的である。武蔵野台地は特に典型的な関東の地層を示す。
ローム層と黒ボク土は、ともに火山灰からなる土壌であるが、酸化した鉄分を含むために赤いローム層に対し、黒ボク土は有機物を含んでおり、黒い色をしているのが大きな違いである。そのため、「赤土」と呼ばれるローム層に対し、黒ボク土は「黒土」と呼ばれる。また、黒ボク土はローム層よりもできた時代が新しいため、土の粒子が粘土化しておらず、土がボクボクした感触となっている。